# Carlos Lee
Carlos Noriel Lee (Aguadulce, 20 giugno 1976) è un giocatore di baseball panamense.

## Carriera
Carlos Lee fece il suo debutto ufficiale in Major League Baseball (MLB) con i Chicago White Sox il 7 maggio 1999.
Con i Chicago White Sox, Lee rimase fino al 2005 quando passò nelle file dei Milwaukee Brewers dove rimase fino al 2006.
Nella sua permanenza a Milwaukee partecipò a due All-Star Game e ad un Home Run Derby.
Nel 2006 passò nelle file dei Texas Rangers.
Il 24 novembre 2006 è passato nelle file degli Houston Astros dove gioca tuttora.
Con la nazionale di baseball di Panama ha disputato il World Baseball Classic 2006 e il World Baseball Classic 2009.

## Premi
- 3 All-Star (2005, 2006, 2007)
- 2 Silver Slugger Award (2005, 2007)